# Муледус
Муледу́с (фр. Moulédous, окс. Montledós) — коммуна во Франции, находится в регионе Юг — Пиренеи. Департамент — Верхние Пиренеи. Входит в состав кантона Турне. Округ коммуны — Тарб.
Код INSEE коммуны — 65324.

## География

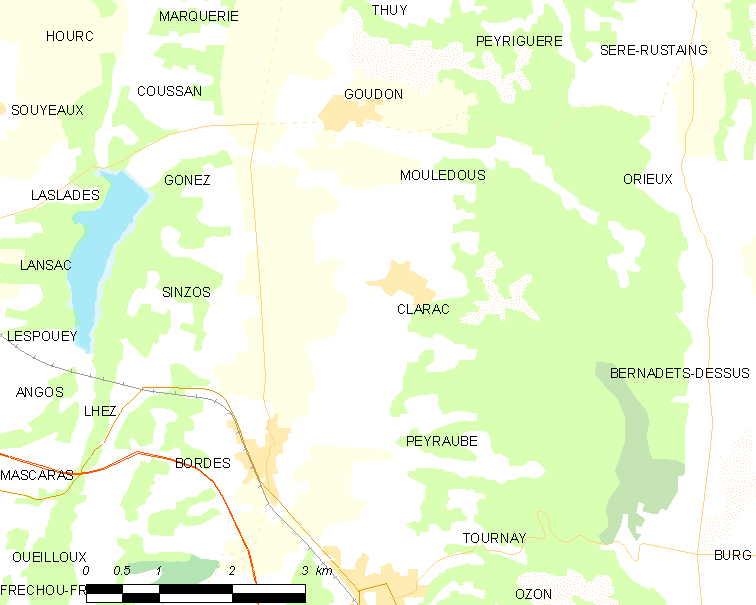
Карта коммуны

Коммуна расположена приблизительно в 650 км к югу от Парижа, в 110 км юго-западнее Тулузы, в 14 км к востоку от Тарба.
Коммуна расположена в местности Бигорр. По территории коммуны протекает река Аррос.

## Климат
Климат умеренно-океанический с солнечной тёплой погодой и обильными осадками на протяжении практически всего года.

## Население
Население коммуны на 2010 год составляло 172 человека.
| 1962 | 1968 | 1975 | 1982 | 1990 | 1999 | 2010 |
| ---- | ---- | ---- | ---- | ---- | ---- | ---- |
| 132  | 134  | 121  | 114  | 146  | 144  | 172  |

## Администрация
| Период | Период | Фамилия      | Партия | Примечания |
| ------ | ------ | ------------ | ------ | ---------- |
| 2001   | 2014   | Жан Оссён    |        |            |
| 2014   | 2020   | Анри Куртьяд |        |            |

## Экономика
В 2010 году среди 89 человек трудоспособного возраста (15-64 лет) 67 были экономически активными, 22 — неактивными (показатель активности — 75,3 %, в 1999 году было 67,5 %). Из 67 активных жителей работали 60 человек (31 мужчина и 29 женщин), безработных было 7 (2 мужчин и 5 женщин). Среди 22 неактивных 4 человека были учениками или студентами, 7 — пенсионерами, 11 были неактивными по другим причинам.